# Méthode Boshiamy

exemple de décomposition des radicaux et de leur ordre de frappe

La méthode Boshiamy (du taïwanais (dialecte de Taïwan du Minnan), chinois traditionnel : 嘸蝦米 ; chinois simplifié : 呒虾米 ; pinyin : móhàmǐ ; pe̍h-ōe-jī : bô-siáⁿ-mi̍h, parfois écrit 無蝦米 / 无虾米) est une méthode d'entrée informatique permettant de saisir des sinogrammes, fondée sur leur composition graphique et étymologique, et crée par Liu Chung-tz'u (zh) (劉重次, 1942-2007) à la fin des années 1980. Environ 300 radicaux (ou clés) sont représentés par les 26 lettres de l'alphabet latin pour leur construction. La méthode est assez efficace, car elle permet à certains pratiquant de saisir 200 caractères par minute dans des compétitions.
Conçu à l'origine pour le chinois traditionnel, toujours utilisé à Taïwan, il a également été adapté au chinois simplifié, utilisé en Chine continentale et dans d'autres pays de langue chinoise.
Pour sa méthode, l'auteur à diviser les radicaux en cinq catégories ; forme, sons, signification, variantes, autres.